# Kham Keut
Re Kham Keut, il cui nome regale fu Samdach Brhat-Anya Chao Kama Kirti (Mueang Sua, XV secolo – Mueang Sua, 1438), è stato il decimo sovrano del Regno di Lan Xang, la cui capitale era Mueang Sua (detta anche Xieng Thong), l'odierna Luang Prabang, nel Laos settentrionale.
Il precedente sovrano Khai Bua Ban era stato assassinato, vittima di uno dei molti complotti che si verificarono alla corte di Lan Xang nell'arco di pochi anni. Kham Keut salì al trono nel 1436 e regnò fino alla morte, avvenuta nel 1438.
Le cronache che lo menzionano  provengono dagli antichi annali di Lan Xang, di Lanna, di Ayutthaya e di Birmania, che differiscono tra loro. Gli annali di Lan Xang furono tradotti in altre lingue ed interpretati in diversi modi, dando luogo a controversie sull'attendibilità dei riferimenti storici. La principale tra le critiche che determinarono il cambiamento del testo originale, fu dettata dalla convinzione che molti degli avvenimenti storici fossero stati omessi o distorti nell'edizione originale a maggior gloria del regno. Gli avvenimenti e le date relative alla vita di Kham Keut non sono quindi pienamente attendibili, anche per la difficoltà che ebbero gli storiografi a registrare l'incalzante susseguirsi degli avvenimenti di questo periodo oscuro di Lan Xang.

## Biografia
Era il figlio minore di re Samsenthai e la madre era una delle ancelle di corte. Negli 8 anni che precedettero la sua ascesa al trono, la corte di Lan Xang fu dominata dalle trame della principessa Maha Devi (letteralmente: "Grande dea"), che ordinò l'assassinio di tutti e 6 i re che si erano susseguiti in tale periodo. Quattro di questi re erano morti nelle imboscate, uno aveva dovuto fuggire per non seguire la stessa sorte ed un altro si era suicidato quando aveva scoperto il complotto ai suoi danni.
Alla morte di Khai Bua Ban, predecessore di Kham Keut, l'aristocrazia di corte offrì nel 1436 il trono al governatore di Vientiane, il principe Vang Buri, che nel timore di essere ucciso rifiutò. Fu allora che Kham Keut chiese di diventare sovrano affermando di essere una reincarnazione del padre, e convinse i nobili citando i nomi dei cortigiani e degli animali del tempo di Samsenthai (regno dal 1372 al 1417). Divenne re nel 1436, nel periodo più oscuro del regno, e morì nel 1438 per cause naturali. Nei due anni in cui fu sovrano non si registrarono eventi rilevanti. Alla sua morte il trono fu assegnato a Maha Devi, che aveva ormai superato i 90 anni. Divenne l'unica donna alla guida del regno nel 1438, con il nome regale di Keo Phim Fa.

## Crisi del regno
I gravi episodi che insanguinarono Mueang Sua in quegli anni furono il frutto della sfrenata ambizione di Maha Devi, che aveva destabilizzato la pace e l'armonia regnanti alla corte di Lan Kham Deng (1417-1428), il successore di Samsenthai. Avrebbe pagato per i suoi soprusi dopo essere diventata regina, quando membri della nobiltà fecero uccidere lei ed il giovane marito, per poi mettere a capo dello Stato un Consiglio formato da alti prelati.
Un altro elemento che contribuì ai luttuosi eventi di quel periodo, fu la frattura che si era creata a corte fra la fazione alleata ai siamesi del Regno di Ayutthaya, l'odierna Thailandia, e quella alleata all'Impero Khmer, l'odierna Cambogia. La prima fazione era costituita dagli aristocratici fedeli alla tradizione del vecchio regno di Mueang Sua, che erano stati messi in secondo piano da Fa Ngum quando aveva fondato il regno di Lan Xang nel 1354.
Si era quindi creata una nuova aristocrazia legata all'Impero Khmer, che era stato fondamentale nell'unificazione del paese con l'appoggio fornito per la campagna militare che portò alla fondazione di Lan Xang. Dopo che il re di Ayutthaya Ramathibodi I fece sposare negli anni 60 del secolo precedente la figlia Nang Keo Lot Fa a Fa Ngum, la vecchia aristocrazia di Mueang Sua divenne filo-siamese e, forte dell'appoggio del potente alleato di Ayutthaya, si contrappose alla fazione filo-khmer. Alcuni storiografi ipotizzano che l'adesione di Fa Ngum alla causa khmer ed il conflitto tra le due fazioni avesse influito sulla destituzione e l'esilio dello stesso sovrano, incapace di gestire la situazione nei suoi ultimi anni di vita. Nel 1431, il già declinante Impero Khmer aveva subito la distruzione della capitale Angkor Thom da parte delle armate di Ayutthaya e la corte si era spostata a sud-est nella zona dell'odierna Phnom Penh. Tale evento aveva posto fine all'influenza dei khmer nel sudest asiatico.